# کینگا دمبسکا
کینگا دمبسکا (لهستانی: Kinga Dębska؛ زادهٔ ۴ سپتامبر ۱۹۶۹) فیلم‌نامه‌نویس و کارگردان اهل لهستان است.

## گزیدهٔ فیلم‌شناسی

### کارگردان
- شش نفر (۲۰۱۹)
- این دختران من (۲۰۱۶)
- مجرد (۲۰۱۶–۲۰۱۵)

### فیلم‌نامه‌نویس
- شش نفر (۲۰۱۹)
- این دختران من (۲۰۱۶)